# Ugovor iz Craiove
Ugovor iz Craiove (bug. Крайовска спогодба; rum. Tratatul de la Craiova) potpisali su 7. rujna 1940. i ratificirali 13. rujna 1940. Kraljevina Bugarske i Kraljevina Rumunjske. Prema njegovim uvjetima, Rumunjska je morala dopustiti Bugarskoj povratiti Južnu Dobrudžu, koju je Rumunjska dobila nakon Drugoga balkanskog rata 1913. godine. Bugarska je morala platiti milijun leja kao naknadu za ulaganje koje je pokrajini pružila Rumunjska.
Ugovor je predviđao razmjenu stanovništva između Bugarske i Rumunjske. Tako je 103 711 Rumunja, Aromuna i Megleno-Rumunja koji su živjeli u Južnoj Dobrudži bilo prisiljeno preseliti u Sjevernu Dobrudžu (dio Rumunjske), a 62 278 Bugara smještenih na sjeveru prisilno je preseljeno na jug. Dobrudžanski Nijemci, koji su bili pogođeni ovim preseljenjem, na kraju će biti prebačeni u Treći Reich.
Za razliku od svih drugih teritorijalnih ugovora u kojima je posredovao Treći Reich, Saveznici nisu poništili ugovor iz Craiove nakon Drugoga svjetskog rata i Južna Dobrudža je ostala bugarska.

## Pozadina
Drugom bečkom arbitražom, koju su presudile nacistička Njemačka i fašistička Italija, potpisanom 30. kolovoza 1940., teritorij Sjeverne Transilvanije dodijeljen je od Rumunjske Mađarskoj. Iako je decentralizacija Sjeverne Transilvanije izvršena pod diplomatskim pritiskom Njemačke, zemlja nije izravno intervenirala u Ugovoru iz Craiove. Međutim, to je također provedeno na naznaku Adolfa Hitlera, koji je 31. srpnja 1940. izrazio želju da se jug Dobrudže vrati Bugarskoj kako bi se obnovila bugarsko-rumunjska granica iz 1912. godine.
Vlada Rumunjske s iznenađenjem je primila Hitlerovu poruku i izrazila želju da sačuva barem luku Balchik i grad Silistru. Njemački veleposlanik je izjavio da će rumunjske žrtve Bugarskoj učiniti Hitlera više naklonjenim Rumunjskoj u pregovorima između Mađarske i Rumunjske o sporu oko Transilvanije. Rumunji su pokušali zadržati oba grada, ali je bugarska vlada odbila jer je bila svjesna njemačke podrške.
Formalni pregovori započeli su 19. kolovoza 1940. u gradu Craiova nakon prethodnih kontakata u kojima su postala jasna stajališta dviju strana. Pregovori nisu bili laki, a rumunjsko je izaslanstvo tek pred prijetnjom talijansko-njemačke arbitraže tijekom mađarsko-rumunjskih pregovora 29. kolovoza, kojima je Rumunjska pokušavala postići blagonaklonost sila Osovine, objavilo svoju spremnost da ustupi cijelu Južnu Dobrudžu. Rumunji su također pokušali odgoditi pregovore dok su pokušavali uvjeriti Nijemce da zadrže teritorijalnu cjelovitost Rumunjske.

## Rezultati
Ugovor iz Craiove konačno se kristalizirao u povratku na granice iz 1912. godine. Južni dio Dobrudže, koji je Rumunjska osvojila tijekom Drugog balkanskog rata, vraćen je Bugarskoj, čime je Rumunjska izgubila teritorij s površinom od 7,142 km2 i stanovništvo od kojeg su etnički Rumunji činili 25% ili 28,4% (ovisno o izvoru). Sporazum su 7. rujna 1940. potpisali Alexandru Cretzianu i Henri-Georges Meitani, kao predstavnici rumunjskog kralja Mihajla I., te Svetoslav Pomenov i Teokhar Papazoff, kao predstavnici bugarskog cara Borisa III. Ugovor je s rumunjske strane ratificirao 13. rujna premijer i dirigent Ion Antonescu, ali ne i kralj Mihael I..
Gubitak Južne Dobrudže nije izazvao uznemirenost u Rumunjskoj, za razliku od prijenosa Sjeverne Transilvanije Mađarskoj u gotovo istodobnoj Drugoj bečkoj arbitraži, budući da je Sjeverna Transilvanija bila važnija u nacionalističkom idealu, a rumunjske su vlade uzastopno inzistirale na njezinu povratu. Predaju Cadrilatera ("Četverokuta", drugo ime za Južnu Dobrudžu) rumunjska politička klasa protumačila je kao "sakaćenje zemlje" natjerano pritiscima Osovine, a vlasti u Bugarskoj kao "ispravljanje nepravde".
Na inzistiranje Rumunjske, ugovor je uključivao razmjenu stanovništva. 103.711 Rumunja koji su živjeli na tom području bilo je prisiljeno napustiti svoje domove i preseliti se u Sjevernu Dobrudžu, a 62.278 Bugara koji su živjeli u sjevernom dijelu bilo je prisiljeno preseliti se na jug. Većina tih Rumunja bili su doseljenici koji su emigrirali u Južnu Dobrudžu nakon Bukureštanskog sporazuma, kojim je ta regija pripala Rumunjskoj. Arumunjski doseljenici, od kojih je većina bila porijeklom iz Grčke, računati su kao Rumunji i također su napustili zonu. Slučaj meglensko-rumunjskih doseljenika nije bio drugačiji; deportirani su iz južne Dobrudže i nastanjeni u selu Cerna unutar rumunjskih granica.
Bugarska je morala nadoknaditi raseljenim Rumunjima njihov materijalni gubitak i platiti Rumunjskoj 1 milijuna leja za ulaganja u regiju. Iako je bilateralni sporazum uključivao prisilno raseljavanje stotina tisuća ljudi, on je proveden mirno i u skladu s međunarodnim zakonima u to vrijeme: to je bilo u oštroj suprotnosti s ustupcima Rumunjske prema Sovjetskom Savezu i Mađarskoj u to vrijeme, budući da su oba događaja rezultirali značajnim nasiljem. Rumunjska je dodatno predložila razmjenu svih pripadnika dotičnih etničkih manjina koji žive u ostatku dviju zemalja, ali je to Bugarska odbila.
Prisilna preseljenja također su pogodila Dobrudžanske Nijemce, od kojih je većina živjela u Sjevernoj Dobrudži, pod rumunjskom vlašću, iako su neki od njih živjeli i u bugarskom južnom dijelu. Naposljetku su prebačeni u nacističku Njemačku kroz politiku Heim ins Reicha ("povratak kući u Reich").

## Vanjske poveznice
- Full text of the treaty (rumunjski)
- Translation of the treaty (bugarski)